# Kiszeki
A Kiszeki (japán írással 奇跡) egy 2011-ben bemutatott japán film Koreeda Hirokazu rendezésében. Magyar címe nincs, a japán cím jelentése csoda. Főszereplői iskolás gyerekek, köztük Kóicsi, akinek nagy álma, hogy újraegyesítse szétszakadt családját.

## Cselekmény
|  | Alább a cselekmény részletei következnek! |

Kóicsi, az iskolás gyerek Kagosimában él anyjával és anyai nagyszüleivel, a Szakuradzsima vulkán közelében, amely állandóan füstölögve gyakran porral teríti be a környéket. Öccse, Rjúnoszuke viszont Fukuokában él apjukkal, egy kissé lezüllött zenésszel. Kóicsi szeretné, ha testvérével és szüleivel újra négyesben élhetnének, de a szülők erre nem hajlandóak. A gyermek még arra is gondol, milyen jó lenne, ha kitörne a vulkán, mert akkor el kellene menekülniük onnan, ahol laknak, és ez segíthetne összehozni a családot.
A történet idején érkezik a hír, hogy hamarosan felavatják az új, Kagosimába vezető sinkanszenvonalat, amelyen a vonatok 260 km/h-s sebességgel száguldanak majd. Az iskolában a gyerekek között valamiért elterjed a hiedelem, hogy amikor az első vonat összetalálkozik majd a szembejövő, 520 km/h relatív sebességű másik szupervonattal, és elhaladnak egymás mellett, akkor csoda történik, és mindenkinek, aki látja ezt a találkozást, teljesül egy kívánsága. Mivel mind Kóicsinek, mind két fiú barátjának van egy-egy kívánsága, ezért elhatározzák, odamennek és megnézik a vonatok találkozását. Ugyanígy dönt Rjúnoszuke és három lány barátja is. Kiszámítják, hogy a vonatok valahol Kumamoto prefektúrában fognak találkozni, eltervezik, hogyan jutnak oda, és elkezdenek pénzt gyűjteni, hogy (hagyományos vonattal) odautazhassanak. Pénzbedobós automaták alatt találnak ugyan néhány jent, de sokkal többet szereznek például abból, hogy egyikük értékes „Ultraman”-játékfiguráit is eladja a cél érdekében.
A nagy eseményt megelőző napon a gyerekek rosszullétet szimulálnak az iskolában, és még Kóicsi nagyapja is cinkosságot vállal velük, így sikerül ellógniuk és felszállniuk a vonatra. Mivel először nem találnak jó helyszínt, ahonnan láthatnák majd a vonatok találkozását, úgy döntenek, egy alagút tetejéről fogják megszemlélni azt, és még az sem baj, ha a vonatok nem pont ott találkoznak. Másnap fel is mennek az alagút tetejére, és várakoznak, majd megérkezik a két vonat, és pont náluk találkoznak. Előzőleg felírták ugyan kívánságaikat egy zászlóra, de most ráadásként mindannyian el is kiabálják, amit szeretnének: van, aki előző nap elpusztult kiskutyáját szeretné újra életben látni, van, aki a fiatal könyvtáros tanárnőbe szerelmes, és őt szeretné feleségül venni, van, aki azt kívánja, hogy sikeres színésznő lehessen vagy éppen hogy jól tudjon rajzolni. Kóicsi azonban valamiért meggondolja magát, és mégsem kíván semmit, elfogadja családjának szétszakítottságát. A csodák ugyan nem történnek meg (ezt legelőször abból veszik észre, hogy a zsákban velük hurcolt döglött kutya nem kelt életre), de van köztük olyan lány is, akinek mégis ez az esemény segít elhatározást hozni, hogy anyjának ellentmondva Tokióba menjen színésznőnek tanulni.
|  | Itt a vége a cselekmény részletezésének! |

## Szereplők
- Maeda Kóki ... Kóicsi, az idősebb testvér
- Maeda Ósiró ... Rjúnoszuke, a fiatalabb testvér
- Hajari Rjóga ... Taszuku, Kóicsi osztálytársa
- Nagajosi Szeinoszuke ... Makoto, Kóicsi osztálytársa
- Ucsida Kjara ... Megumi, Rjúnoszuke osztálytársa
- Hasimoto Kanna ... Kanna, Rjúnoszuke osztálytársa
- Ócuka Nene ... Nozomi, a testvérek anyja
- Odagiri Dzsó ... a testvérek apja
- Nagaszava Maszami ... könyvtáros tanárnő
- Nacukava Jui ... Megumi anyja
- Abe Hirosi ... tanár
- Kiki Kirin ... a testvérek nagyanyja
- Hasizume Iszao ... a testvérek nagyapja

## Díjak és jelölések
| 2011 | Abu Dzsabi filmfesztivál                         | Fekete Gyöngy díj                            |                  | Jelölés  |
| 2012 | Asia Pacific Screen díj                          | Legjobb gyermekekről szóló játékfilm         |                  | Jelölés  |
| 2012 | Ázsiai és óceániai filmfesztivál                 | Legjobb rendező                              | Koreeda Hirokazu | Elnyerte |
| 2012 | Ázsiai és óceániai filmfesztivál                 | Legjobb film                                 |                  | Jelölés  |
| 2012 | Ázsiai filmdíj                                   | Legjobb új színész                           | Maeda Ósiró      | Jelölés  |
| 2013 | Chlotrudis-díj                                   | Legjobb rendező                              | Koreeda Hirokazu | Jelölés  |
| 2013 | Chlotrudis-díj                                   | Legjobb eredeti forgatókönyv                 | Koreeda Hirokazu | Jelölés  |
| 2012 | CPH PIX                                          | Közönségdíj                                  |                  | Jelölés  |
| 2012 | Hongkongi nemzetközi filmfesztivál               | SIGNIS-díj                                   |                  | Jelölés  |
| 2012 | Hongkongi nemzetközi filmfesztivál               | SIGNIS-díj, külön említés                    |                  | Elnyerte |
| 2011 | San Sebastián-i nemzetközi filmfesztivál         | Legjobb forgatókönyv                         | Koreeda Hirokazu | Elnyerte |
| 2012 | Washington és környéki filmkritikusok egyesülete | WAFCA-díj a legjobb nem angol nyelvű filmnek |                  | Jelölés  |